# Túnel Velho
El Túnel Alaor Prata, inaugurado como Túnel Real Grandeza pero más conocido popularmente como Túnel Velho (en español: "Túnel Viejo"), es un túnel ubicado en la ciudad de Río de Janeiro, Brasil, que une los barrios de Botafogo y Copacabana. Su nombre es un homenaje a Alaor Prata, alcalde de la ciudad entre 1922 y 1926.

## Historia

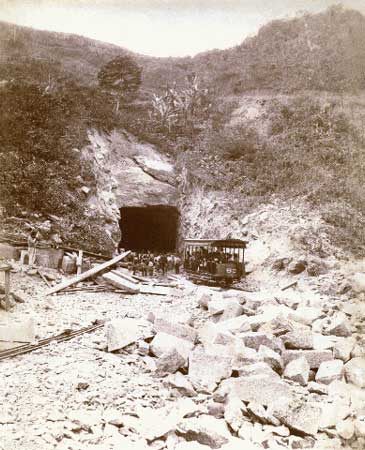
Túnel Velho, c. 1893-1894: vista del extremo del túnel a partir de la actual rúa Siqueira Campos (Fotografía de Juan Gutierrez, Galeria del Museo Histórico Nacional.

La excavación del Túnel Real Grandeza fue promovida por la Compañía Ferrocarril del Jardín Botánico, dentro de una estrategia de mercado inmobiliario que, en los inicios de la República, pretendía invertir en la región de Copacabana, promoviendo un nuevo estilo de vida en la ciudad. El difícil acceso a esa zona, aislada del resto de la ciudad por los cerros que la rodean, fue superado con la apertura al tráfico, el mismo año de la inauguración de este túnel, de la primera línea de tranvías que llegaban a este barrio.
El túnel, con 182 metros de largo y 5,5 de ancho, atraviesa la quebrada entre el Morro da Saudade y el Morro de São João, permitiendo el tendido de una línea de tranvías que la compañía explotaba entre la rúa Real Grandeza en Botafogo y la rúa Barroso (actual Rúa Siqueira Campos), en Copacabana, finalizando en la plaza Malvino Reis (actual plaza Serzedelo Correia). Las obras estuvieron a cargo del ingeniero José de Cupertino Coelho Cintra y duraron ocho meses.
El túnel se inauguró el 6 de julio de 1892 en una ceremonia presidida por el mariscal Floriano Peixoto, quien en ese entonces ocupaba el cargo de vicepresidente de la República, en poco tiempo la línea de tranvías era ampliada en dirección a la punta de Leme permitiendo la venta de los lotes. Esa fecha es, por esa razón, considerada por muchos como la fundación del barrio de Copacabana.
El túnel fue reformulado entre los años de 1924 y 1925, en la administración del entonces alcalde Alaor Prata, cuando fue dotado de paseos laterales y alargado unos trece metros. Entre 1967 y 1970 el túnel fue duplicado en desnivel. Un nuevo túnel fue construido sobre el existente que fue reformado a un costo de 5 millones de cruzeiros.